# Lovoo
Lovoo (Eigenschreibweise: LOVOO) ist eine Dating-Plattform, die über die Nutzung einer App das Kennenlernen von Menschen aus der Umgebung ermöglicht. Lovoo basiert auf standortbezogenen Daten und wird vom Hamburger Unternehmen PE Digital GmbH betrieben. Der ehemalige Hauptsitz des Unternehmens befand sich in Dresden, Lovoo beschäftigt rund 100 Mitarbeiter.
Seit September 2020 ist Lovoo Teil der ParshipMeet Group, in der das deutsche Medienunternehmen ProSiebenSat.1 Media ihre Dating-Aktivitäten bündelt.
Die Anwendung wird im Freemium-Modell angeboten.

## Geschichte
Die weltweit agierende Plattform wurde von einer Gruppe aus acht Personen entwickelt und erstmals unter dem Namen „Lovoo“ am 27. Oktober 2011 als Mobile-Dating-Anwendung veröffentlicht. Ursprünglich war der Name „Kiss2go“ für die App vorgesehen, der schon kurz nach dem Start geändert werden musste, weil der Berliner Radiosender Kiss FM den Machern eine Markennamen-Verletzung vorgeworfen hatte. Die Gründer der App entschieden sich gegen einen Rechtsstreit und kreierten binnen 20 Tagen die neue Marke „Lovoo“.
Der Name setzt sich zusammen aus „love“ (englisch Liebe) und zwei „O“, die angeblich einem Zufall zu verdanken sind: Inspirationsgeber sei ein Hund aus einem Webvideo, dessen Laut sich wie „Lovoo“ angehört habe.
Am 2. Februar 2012 wurde Lovoo mit dem Publikumspreis als beste deutsche Mobile App beim „Show your App Award“, im Rahmen der M-Days in Frankfurt am Main, ausgezeichnet. Grundlage war eine Onlineabstimmung.
Das Start-up-Unternehmen wurde am 12. April 2013 als Teilnehmer in das „Silicon Valley Accelerator Program“ aufgenommen. Seit September 2013 bereitet die Lovoo GmbH in diesem Zusammenhang ihre Internationalisierung, mit Fokus auf den Markt der Vereinigten Staaten, vor.
Anfang März 2014 hat Lovoo seine „Matching-Funktion“ unter dem Namen „Voo“ als eine eigenständige App herausgebracht. Bezüglich der Funktionen ähnelt Lovoo stark der US-amerikanischen Dating-Applikation „Tinder“.
Im September 2017 wurde Lovoo für rund 60 Mio. Euro (davon rund 4 Mio. Euro erfolgsabhängig) an den US-Wettbewerber The Meet Group verkauft.
Im Frühjahr 2020 wurde verkündet, dass die ProSiebenSat.1 Media SE den US-App-Entwickler The Meet Group übernimmt. Die deutsche Unternehmensgruppe hat mit diesem Deal ihre bis dahin größte Übernahme verzeichnen können. Der Fall musste vom Bundeskartellamt genehmigt werden, da ProSiebenSat.1 bereits Parship und Elite-Partner gehören. Die Freigabe für den Kauf erteilte das Kartellamt im Sommer. Insgesamt flossen rund eine halbe Milliarde Dollar für den Kauf.

## Funktionsweise
Lovoos Funktionen entsprechen in weiten Teilen denen anderer Social Software. Zentrale Funktion ist das Live-Radar, das in der Umgebung des Nutzers nach anderen sucht, um mit ihnen ggf. Kontakt aufzunehmen. Die Suchergebnisse werden mit Entfernung und Richtung dargestellt.

## Kosten
Solange man sich auf die Grundfunktionen beschränkt, ist die Lovoo-App zunächst kostenlos. Zu den Grundfunktionen zählen: Das Nutzen der Suchfunktion, Mitglieder anzeigen lassen sowie eine Nachricht pro Tag. Kostenpflichtig werden aber sogenannte „In-App-Credits“ und „Premium-Abos“, die man benötigt, z. B. um „Matches“ zu de-anonymisieren, d. h. das Profil der Person zu sehen, mit der eine Übereinstimmung festgestellt wurde.

## Betrugsvorwürfe
Im September 2015 wurden in der Zeitschrift c’t und der Nachrichten-Website Heise online umfangreiche Artikel zu möglichen unlauteren Praktiken durch den Betreiber der Plattform veröffentlicht. Dem Verlag waren über 50 Gigabyte Daten aus E-Mail-Postfächern, Screenshots und Quellcode-Ausschnitte zugespielt worden, die darauf hindeuten, dass gezielt und automatisiert Profile mit erfundenen weiblichen Personen erstellt wurden, die anschließend programmgesteuert echten Nutzern Interesse vorgaben und sie animierten, gegen eine Gebühr den Kontakt herzustellen. Der Schaden durch gezieltes Anwerben mit Fake-Profilen durch fiktives Interesse und Locknachrichten wurde damals für die damaligen Nutzer mit 1,2 Mio. EUR beziffert.
In einer Stellungnahme bezeichnet das Unternehmen die Herkunft der dem Artikel zugrundeliegenden Unterlagen als dubios und verweist darauf, dass gemeldete Fake-Profile gelöscht würden, ohne dem Vorwurf zu widersprechen, Fake-Profile selbst erstellt zu haben. Zur Echtheit der Dokumente hat das Unternehmen ebenfalls keine Stellung genommen.
Im Oktober 2015 veröffentlichte die c’t eine erweiterte Analyse der ihr zugespielten E-Mail-Postfächer. Danach betrieb Lovoo unter dem Namen „Chat Banana“ über 16.000 mit dem Chatverlauf echter Nutzer trainierte Chatbots.
Am 8. Juni 2016 kam es zu einer Durchsuchung der Firmenräume durch das Landeskriminalamt Sachsen. Gegen die beiden Unternehmensgründer und Kaufleute Benjamin Bak und Alexander Friede aus Dresden lagen Untersuchungshaftbefehle vor. Die Staatsanwaltschaft warf den Beschuldigten gewerbsmäßigen Betrug vor. Insgesamt wurden 16 Privatwohnungen und Firmenräume durchsucht.
Das Verfahren der Staatsanwaltschaft Dresden wurde daraufhin am 30. September 2016 gegen Zahlung von Geldauflagen, ohne Feststellung von Straftaten, eingestellt.

## Sicherheitslücken
Im August 2019 gelang es Journalisten des Bayerischen Rundfunks Bewegungsprofile von Nutzern zu erstellen, die Rückschlüsse auf Arbeits- oder Wohnorte zulassen. Das Unternehmen hat auf diese Kritik reagiert und die Genauigkeit der Standortdaten verringert. Nutzer können nun nicht mehr auf weniger als 1.000 Meter genau verortet werden, zudem soll Triangulation durch Unterdrückung wiederholter Abfragen verhindert werden.